# ILMxLAB
ILMxLAB ou ILM Experience Lab est un laboratoire fondé en 2015 par The Walt Disney Company pour regrouper les compétences de ses filiales dans le domaine de la réalité virtuelle.

## Historique
En 2015, Disney fonde ILMxLAB regroupant les ingénieurs de Lucasfilm, Industrial Light & Magic et Skywalker Sound, mais aussi de Walt Disney Imagineering afin de concevoir et développer des expériences ludiques immersives dans les domaines de la réalité virtuelle, réalité augmentée, cinéma en temps réel et les parcs à thèmes. La première production est Jakku Spy, un jeu de réalité virtuelle proposé par Verizon en décembre 2015 pour l'application Star Wars et utilisant la technologie Google Cardboard.
Le 3 août 2017, la société The Void, en collaboration avec ILMxLAB et participant au programme Disney Accelerator, va ouvrir une salle de jeu virtuelle sur Star Wars à Downtown Disney et à Disney Springs, nommée Star Wars: Secrets of the Empire,,.
Le 29 mars 2018, nVidia et Epic Games annoncent que 8 processeurs Quadro P6000 seront utilisés pour faire tourner la simulation développée par Disney et ILMxLAB de Star Wars: Galaxy's Edge pour l'attraction dans laquelle le visiteur pilotera le Faucon Millenium.

## Productions
- 2015 : Jakku Spy[1]
- 2016 : Star Wars: Trials on Tatooine[6]
- 2016 : Rogue One: Recon A Star Wars 360 Experience[7]
- 2017 : Star Wars: Droid Repair Bay[7]
- 2017 : Star Wars: Secrets of the Empire[7]
- 2018 : Reflections (en coopération avec Nvidia et Epic Games)[8]
- 2019 : Millennium Falcon ride[9]
- 2019 : Vader Immortal VR[10]
- 2019 : Avengers : Damage Control